# Liste de films français sortis en 1922
Listes de films français
- 1918
- 1919
- 1920
- 1921
- 1922
- 1923
- 1924
- 1925
- 1926

Ci-dessous une liste des films français sortis en 1922. Cette liste est probablement incomplète.

## 1922
| Titre                                | Réalisateur                          | Acteurs                                                           | Genre                           | Notes              |  |
| ------------------------------------ | ------------------------------------ | ----------------------------------------------------------------- | ------------------------------- | ------------------ |  |
| L'Agonie des aigles                  | D. Bernard-Deschamps Julien Duvivier | Gaby Morlay, Séverin-Mars, Madame Séverin-Mars                    | Film dramatique Film historique |                    |  |
| L'Amie d'enfance                     | Félix Léonnec                        | Lucien Dalsace, José Davert, Huguette Duflos                      | Film dramatique                 |                    |  |
| L'Arlésienne                         | André Antoine                        | Marthe Fabris, Berthe Jalabert, Lucienne Bréval                   | Film dramatique                 |                    |  |
| L'Aviateur masqué,                   | Robert Péguy                         | Lucien Dalsace, Élaine Amazar, Gabriel Rosca                      |                                 |                    |  |
| La Bâillonnée                        | Charles Burguet                      | Paul Guidé, Louis Leubas, Pierre Fresnay                          | Serial                          | 7 ép               |  |
| Crainquebille                        | Jacques Feyder                       | Maurice de Féraudy                                                | Film dramatique                 |                    |  |
| Le Crime de Monique                  | Robert Péguy                         | Yvette Andréyor, Simone Sandre, Lucien Dalsace                    |                                 |                    |  |
| Les Deux Pigeons                     | André Hugon                          | Armand Bernard, Germaine Fontanes                                 |                                 |                    |  |
| Le Diamant noir                      | André Hugon                          | Claude Mérelle, Ginette Maddie, Armand Bernard                    |                                 |                    |  |
| Don Juan et Faust                    | Marcel L'Herbier                     | Jaque Catelain, Marcelle Pradot, Philippe Hériat                  | Film dramatique                 |                    |  |
| L'Écuyère                            | Léonce Perret                        | Jean Angelo, Gladys Jennings                                      |                                 |                    |  |
| L'Équipe                             | Maurice Lagrenée                     | Maurice Lagrenée, Henri Valbel                                    |                                 |                    |  |
| Esclave                              | Georges Monca, Rose Pansini          | Leda Gys Charles Boyer                                            |                                 |                    |  |
| Être ou ne pas être                  | René Leprince                        | Léon Mathot, Gaston Rieffler                                      | Film dramatique                 |                    |  |
| La Femme de nulle part               | Louis Delluc                         | Ève Francis, Roger Karl, André Daven                              |                                 |                    |  |
| La Ferme du Choquart                 | Jean Kemm                            | Geneviève Félix, Mary Marquet Jane Even                           | Film dramatique                 |                    |  |
| La Fille des chiffonniers            | Henri Desfontaines                   | Blanche Montel, Éva Raynal, Madeleine Guitty                      | Comédie                         |                    |  |
| Le Filon du Bouif                    | Louis Osmont                         | Paul Amiot, Théo Bosman, Jacques Choura                           |                                 |                    |  |
| Le Fils du Flibustier                | Louis Feuillade                      | Aimé Simon-Girard, Georges Biscot, Sandra Milovanoff              |                                 |                    |  |
| Gaëtan ou le Commis audacieux        | Louis Feuillade                      | Georges Biscot                                                    | Court métrage Comédie           |                    |  |
| Les Grenouilles qui demandent un roi | Ladislas Starewitch                  |                                                                   | Court métrage d'animation       | 16 min             |  |
| Le Grillon du foyer                  | Jean Manoussi                        | Charles Boyer, Suzanne Dantès Paul Jorge                          | Comédie                         |                    |  |
| Gustave est médium                   | Louis Feuillade                      | Georges Biscot , Édouard Mathé, Blanche Montel                    | Comédie                         | sorti le 6 janvier |  |
| L'Île sans nom                       | René Plaissetty                      | Paul Amiot, Mary Massart Paul Olivier                             |                                 |                    |  |
| Jocelyn                              | Léon Poirier                         | Armand Tallier, Roger Karl, Suzanne Bianchetti                    |                                 |                    |  |
| Le Lac d'argent                      | Gaston Roudès                        | Georges Melchior, Régine Bouet, Berthe Jalabert                   |                                 |                    |  |
| La Loupiote                          | Georges Hatot                        | Lucien Dalsace, Régine Dumien, Jacques Normand                    |                                 |                    |  |
| La Maison dans la forêt              | Jean Legrand                         | Jean Angelo                                                       |                                 |                    |  |
| Maman Pierre                         | Maurice Challiot                     | Olga Noël, André Roanne, Henri Nassiet                            |                                 |                    |  |
| Molière, sa vie, son œuvre           | Jacques de Féraudy                   |                                                                   | Documentaire biographique       |                    |  |
| Mon p'tit                            | René Plaissetty                      | André Clairius, Arlette Marchal Marguerite Madys                  |                                 |                    |  |
| Le Mouton noir                       | Chalux                               | Fernand Crommelynck, Jimmy O'Kelly                                | Film dramatique                 |                    |  |
| Les Mystères de Paris                | Charles Burguet                      | Georges Lannes, Huguette Duflos, Maxime Desjardins                | Serial                          | 12 ép              |  |
| Nanouk l'Esquimau                    | Robert Flaherty                      |                                                                   | Documentaire                    |                    |  |
| La Nuit du 11 septembre              | D. Bernard-Deschamps                 | Séverin-Mars, Paul Vermoyal, Vera Karalli                         | Film dramatique                 |                    |  |
| L'Ouragan sur la montagne            | Julien Duvivier                      | Camille Beuve, Émile Hesse Gaston Jacquet                         | Film dramatique                 |                    |  |
| Parisette                            | Louis Feuillade                      | Sandra Milovanoff, Georges Biscot                                 | Serial Film dramatique          | 12 ép              |  |
| Pasteur                              | Jean Epstein et Jean Benoît-Lévy     | Charles Mosnier, Maurice Touzé Robert Tourneur                    | Biographique                    |                    |  |
| Le Pauvre Village,                   | Jean Hervé                           | Max Maxudian, Germaine Rouer, Abel Jacquin                        | Film dramatique                 |                    |  |
| La Résurrection du Bouif             | Henri Pouctal                        | Tramel, Thérèse Kolb, Germaine Risse                              |                                 |                    |  |
| La Riposte                           | Victor Tourjansky                    | Jean Angelo, Nathalie Lissenko, Adeline de La Croix               |                                 |                    |  |
| Roger la Honte                       | Jacques de Baroncelli                | Rita Jolivet, Gabriel Signoret, Maggy Théry                       | Film dramatique                 |                    |  |
| Le Roi de Camargue                   | André Hugon                          | Elmire Vautier, Claude Mérelle, Charles de Rochefort              |                                 |                    |  |
| Les Roquevillard                     | Julien Duvivier                      | Maxime Desjardins, Georges Melchior, Edmond Van Daële             |                                 |                    |  |
| Rouletabille chez les bohémiens      | Henri Fescourt                       | Gabriel de Gravone, Édith Jéhanne, Romuald Joubé                  | Film dramatique                 |                    |  |
| Sans fortune                         | Géo Kessler                          | Jacques de Féraudy, Paul Jorge, Blanche Denège                    |                                 |                    |  |
| Son Altesse                          | Henri Desfontaines                   | Carlos Avril, Blanche Montel, Marguerite Madys                    | Comédie                         |                    |  |
| Son excellence le Bouif              | Louis Osmont                         | Tramel, Véra Korène, Thérèse Kolb                                 |                                 |                    |  |
| La Souriante Madame Beudet           | Germaine Dulac                       | Germaine Dermoz, Alexandre Arquillière                            | Film dramatique                 |                    |  |
| Tempêtes                             | Robert Boudrioz                      | Charles Vanel, Ivan Mosjoukine Nathalie Lissenko                  |                                 |                    |  |
| Triplepatte                          | Raymond Bernard                      | Palau, Henri Debain, Édith Jéhanne                                |                                 |                    |  |
| Vingt Ans après                      | Henri Diamant-Berger                 | Jean Yonnel Marguerite Moreno                                     | Serial                          | 10 ép              |  |
| La Vivante épingle                   | Jacques Robert                       | Berthe Jalabert , Jean Toulout Maurice Vauthier, Lucienne Legrand |                                 |                    |  |
| Werther                              | Germaine Dulac                       |                                                                   |                                 |                    |  |